# Visszaélés radioaktív anyaggal
A visszaélés radioaktív anyaggal a közbiztonság elleni bűncselekmények csoportjába tartozó bűncselekmény, e bűncselekmény biztosítja az egészségre, környezetre veszélyes anyagok káros hatásával szembeni védekezéshez fűződő társadalmi érdeket.

## Magyar szabályozás
Btk. 264. § 
- (1) Aki az emberi egészségre, illetve a környezetre veszélyes radioaktív anyagot jogosulatlanul előállít, megszerez, tart, kezel, forgalomba hoz, feldolgoz vagy más módon felhasznál, tartására nem jogosult személynek átad, az országba behoz, onnan kivisz, vagy az ország területén átvisz, bűntettet követ el, és öt évig terjedő szabadságvesztéssel büntetendő.
- (2) Az (1) bekezdés szerint büntetendő, aki radioaktív anyagot a jogszabályban előírt kötelezettség megszegésével állít elő, tárol, szállít vagy helyez el.
- (3) Aki az (1)-(2) bekezdésben meghatározott bűncselekményt bűnszövetségben követi el, két évtől nyolc évig terjedő szabadságvesztéssel büntetendő.
- (4) Aki a (2) bekezdésben írt cselekményt gondatlanságból követi el, vétség miatt két évig terjedő szabadságvesztéssel büntetendő.
- (5) Aki radioaktív anyaggal való visszaélésre irányuló előkészületet követ el, bűntett miatt három évig terjedő szabadságvesztéssel büntetendő.

### Elkövetési tárgy
A bűncselekmény elkövetési tárgya az egészségre vagy környezetre veszélyt jelentő radioaktív anyag vagy ilyen készítmény. A radioaktív anyag egy vagy több összetevője ionizáló sugárzást bocsát ki.

### Elkövetési magatartás
A bűncselekmény elkövetési magatartásába tartozik a jogosulatlan előállítás, megszerzés, tartás, forgalomba hozatal, feldolgozás, egyéb felhasználás, tartásra nem jogosult személynek való átadás. Szintén az elkövetési magatartások közé tartozik a radioaktív anyag jogszabályban előírt kötelezettségek megszegésével történő előállítása, tárolása, szállítása, elhelyezése. Az engedélyek kiadására az Országos Atomenergia Hivatal jogosult. A (2) bekezdés esetén létezik engedély, ám annak előírásait megszegik. 

### Bűnszövetség
Súlyosabban büntetik az elkövetőket, ha a cselekményüket bűnszövetségben valósítják meg. A Btk. 137. § 7. pontja alapján bűnszövetség akkor létesül, ha két vagy több személy bűncselekményeket szervezetten követ el, vagy ebben megállapodik, és legalább egy bűncselekmény elkövetését megkísérlik, de nem jön létre bűnszervezet.
A törvény az előkészületet is bünteti.